# Araneus lintatus
Araneus lintatus là một loài nhện trong họ Araneidae.
Loài này thuộc chi Araneus. Araneus lintatus được Herbert Walter Levi miêu tả năm 1991.